# David McPherson
David McPherson (* 17. August 1960 in Südafrika) ist ein britischer Springreiter.

## Karriere
McPherson ritt zunächst für verschiedene Ställe in Südafrika und vertrat das Land auf vielen Turnieren. In den Jahren 1994 und 1998 nahm er an den Weltreiterspielen für Südafrika teil, 1994 erreichte er hierbei den 15. Platz in der Einzelwertung.
Im Jahr 2003 wechselte er die Nationalität und wurde Brite. 2007 nahm er erstmals für Großbritannien an einem Championat teil und erreichte mit Pilgrim II in der Einzelwertung den 14. Platz der Europameisterschaften. Hier gewann er auch erstmals eine Medaille bei einem internationalen Championat (Dritter mit der Mannschaft).

## Privates
David McPherson ist verheiratet und lebt in Kent.

## Erfolge
- Weltreiterspiele:
  - 1994, Den Haag: mit Merci Boku 15. Platz in der Einzelwertung und 16. Platz mit der südafrikanischen Mannschaft
  - 1998, Rom: mit Radames III 84. Platz in der Einzelwertung und 19. Platz mit der südafrikanischen Mannschaft
  - 2010, Lexington KY: mit Chamberlain Z 91. Platz in der Einzelwertung und 9. Platz mit der britischen Mannschaft

- Europameisterschaften:
  - 2007, Mannheim: mit Pilgrim II 14. Platz in der Einzelwertung und 3. Platz mit der britischen Mannschaft